# Gerard Rutten
 (octobre 2018).
Gerard Rutten, né le 19 juillet 1902 à La Haye et mort le 28 juin 1982 à Amsterdam, est un réalisateur, producteur, scénariste et écrivain néerlandais.

## Carrière

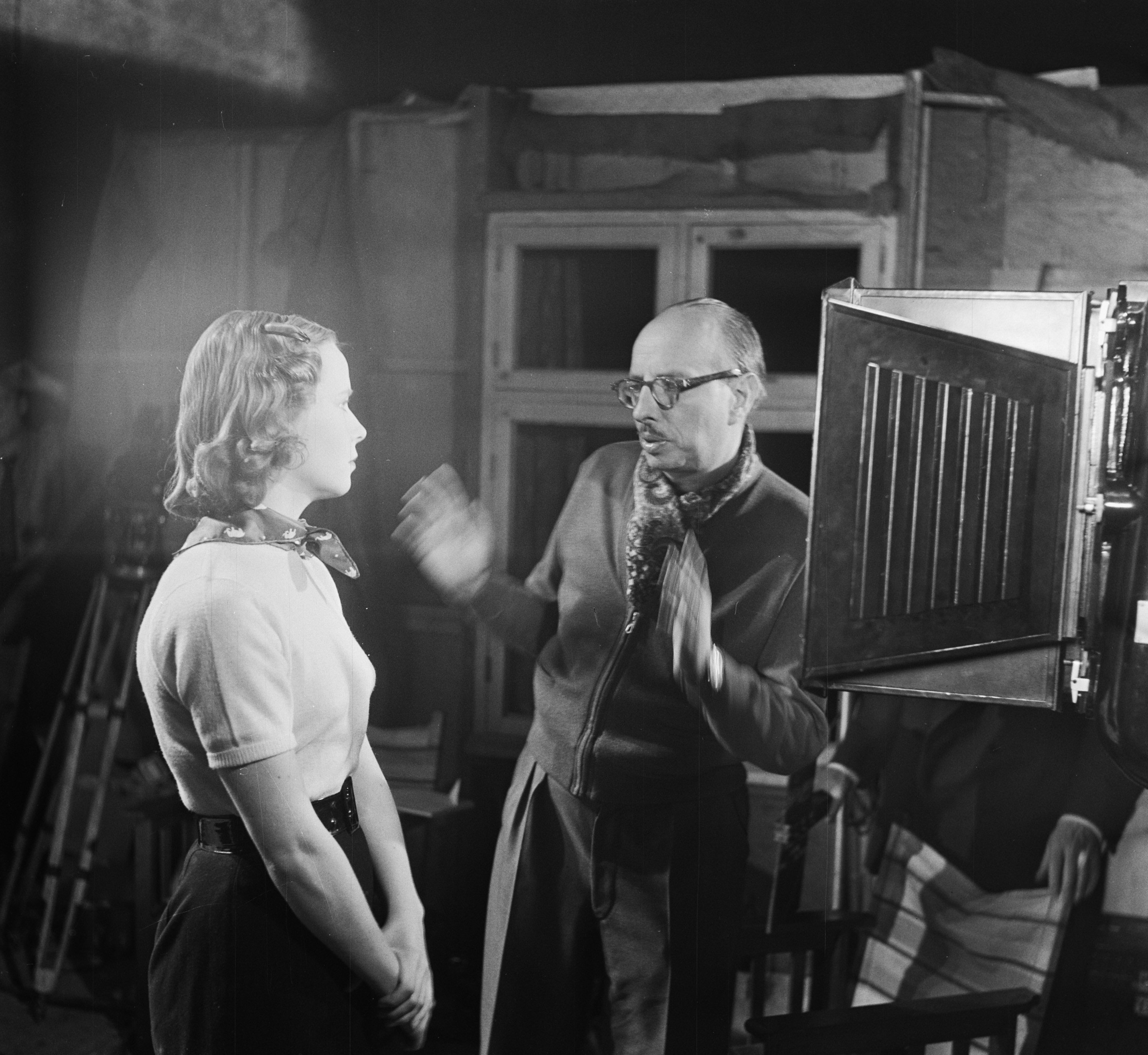
Gerard Rutten lors du tournage de Sterren Stralen Overal avec Kitty Janssen en 1952.

Il est le père de l'acteur Edwin Rutten (nl).

## Filmographie
- 1931 : Finale
- 1932 : Terra Nova[3]
- 1934 : Dood Water[4]
- 1936 : Rubber : co-réalisé avec Johan De Meester[5]
- 1937 : De Hongertocht
- 1937 : Lahar
- 1940 : Rembrandt[6]
- 1943 :  Ik Fluit in de hoop dat je zult komen
- 1953 : Sterren Stralen Overal[7]
- 1955 : Het Wonderlijke leven van Willem Parel[8]
- 1957 : The Flying Dutchman[9]
- 1963 : Wederzijds

## Livre
- 1976 : Mijn papieren camera: draaiboek van een leven